# Hans-Jürgen Wischnewski
Pour les articles homonymes, voir Wischnewski.
Hans-Jürgen Wischnewski, né le 24 juillet 1922 à Allenstein et décédé le 24 février 2005 à Cologne, est un homme politique allemand membre du Parti social-démocrate d'Allemagne (SPD).
Syndicaliste à IG Metall après la Seconde Guerre mondiale, il occupe de 1966 à 1968 le poste de ministre fédéral de la Coopération économique dans la grande coalition de Kurt Georg Kiesinger, avant d'être nommé coordinateur fédéral du SPD, une fonction qu'il conserve jusqu'en 1972. Après cela, il a été choisi comme ministre d'État à l'office des Affaires étrangères, puis désigné secrétaire d'État à la chancellerie fédérale en 1976. Il renonce à ce poste en 1979 mais le retrouve d'avril à octobre 1982. Il est membre du comité directeur du groupe Bilderberg.

## Éléments personnels
Il passe son Abitur en 1941 à Berlin puis sert dans la Wehrmacht pendant quatre ans, achevant la Seconde Guerre mondiale avec le grade de lieutenant. Après le conflit, il travaille dans la métallurgie puis suit une formation professionnelle en vue de devenir secrétaire syndical. Il intègre en 1952 la direction du syndicat IG Metall en tant que stagiaire, et occupe de 1953 à 1959 un poste de secrétaire.
Il est marié et père de trois enfants. Il est enterré au Melaten-Friedhof de Cologne.

## Vie politique

### Au sein du SPD
Membre du Parti social-démocrate d'Allemagne (SPD) à partir de 1946, il préside la section de Cologne entre 1957 et 1968 et occupe pendant deux ans à partir de 1961 le poste de président fédéral des Jeunes socialistes. Il est nommé en 1968 coordinateur fédéral du parti par Willy Brandt, et entre en 1970 au comité directeur fédéral. Deux ans plus tard, il abandonne ses fonctions dans l'appareil.
En 1979, il devient vice-président fédéral du SPD pour trois ans, et est choisi comme trésorier fédéral en 1984, un poste qu'il conservera un an seulement.

### Au niveau institutionnel
Il est élu député fédéral de Rhénanie-du-Nord-Westphalie au Bundestag en 1957, et siège à l'Assemblée de la CECA de 1961 à 1965. Le 1er décembre 1966, Hans-Jürgen Wischnewski est nommé ministre fédéral de la Coopération économique dans la grande coalition de Kurt Georg Kiesinger. Il démissionne le 2 octobre 1968 afin de rejoindre l'appareil du SPD.
Il revient au gouvernement en mai 1974 comme secrétaire d'État parlementaire à l'office des Affaires étrangères, et obtient peu après le titre de « ministre d'État ». En 1976, il est choisi par Helmut Schmidt comme secrétaire d'État à la chancellerie fédérale et représentant du gouvernement à Berlin-Ouest. Il renonce à cette fonction en 1979 mais la retrouve d'avril à octobre 1982.

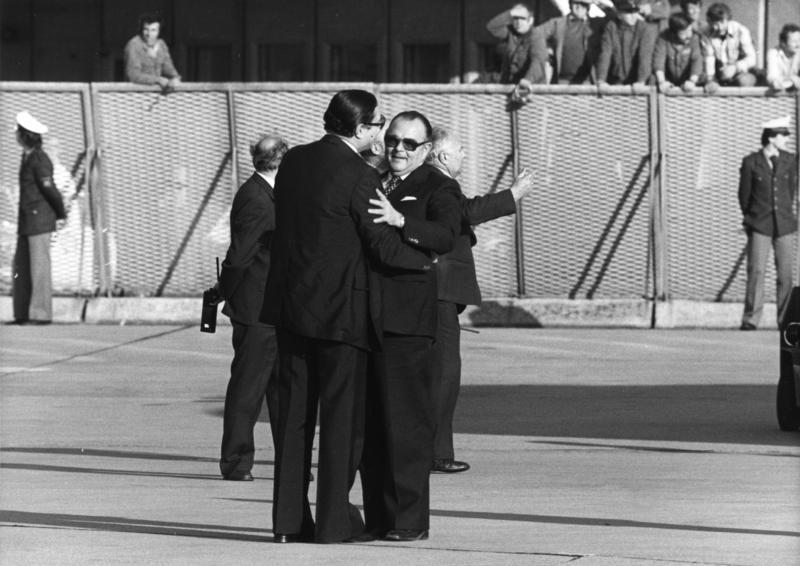
Hans-Jürgen Wischnewski (à droite) accueilli par le ministre de l'Intérieur Werner Maihofer après la libération des otages du vol 181

Wischnewski a joué un rôle important pendant les attaques terroristes de la Fraction armée rouge en automne 1977. Après l'enlèvement de Hanns Martin Schleyer, Helmut Schmidt l'a mandaté pour négocier avec les cinq pays proposés comme exil pour les terroristes. Pendant le détournement du vol 181 Lufthansa, il a suivi le trajet de l'avion. C'est lui qui a obtenu l'accord du président somalien Siad Barre pour l'assaut par des forces policières allemandes, et le 18 octobre 1977 à 0:12, il a annoncé la libération des otages au chancelier.
Il ne se représente pas aux élections législatives de 1990 et quitte alors la vie politique.

### Au niveau international
Vice-président lors de sa création en avril 1974 de l'Association parlementaire pour la Coopération Euro-Arabe (APCEA) et par conséquent parmi les premiers promoteurs en Allemagne de la politique européenne commune avec la Ligue arabe, dont les fondamentaux étaient le soutien à l'O.L.P. de Yasser Arafat et la liberté de circulation des travailleurs du sud vers l'Europe.

## Distinctions
- Grand officier de l'ordre du Mono (1968)[3]